# كرة القدم في الألعاب الأولمبية الصيفية 2020 – تصفيات الرجال
سيشارك 16 فريقًا في تصفيات كرة القدم في الألعاب الأولمبية الصيفية 2020، بالإضافة إلى البلد المضيف اليابان، حيث سيتأهل 15 فريقًا وطنيًا من ستة اتحادات قارية منفصلة.

## الجدول
| طريقة التأهل                                | مصدر  | التواريخ1                 | الملعب1              | العدد | التأهل                               |
| ------------------------------------------- | ----- | ------------------------- | -------------------- | ----- | ------------------------------------ |
| البلد المضيف                                | [ 2 ] | 7 سبتمبر 2013             | —                    | 1     | اليابان                              |
| بطولة أمم أوروبا تحت 21 سنة 2019            | [ 3 ] | 16–30 يونيو 2019          | إيطاليا · سان مارينو | 4     | فرنسا · ألمانيا · رومانيا · إسبانيا  |
| بطولة أوقيانوسيا 2019 المؤهلة للأولمبياد    | [ 4 ] | 21 سبتمبر – 5 أكتوبر 2019 | فيجي                 | 1     | نيوزيلندا                            |
| كأس الأمم الأفريقية تحت 23 سنة 2019         | [ 5 ] | 8–22 نوفمبر 2019          | مصر                  | 3     | مصر · ساحل العاج · جنوب إفريقيا      |
| بطولة آسيا تحت 23 عاما 2020                 | [ 6 ] | 8–26 يناير 2020           | تايلاند              | 3     | أستراليا · السعودية · كوريا الجنوبية |
| بطولة كونميبول قبل الأولمبية 2020           | [ 7 ] | 18 يناير – 9 فبراير 2020  | كولومبيا             | 2     | الأرجنتين · البرازيل                 |
| بطولة كونكاف المؤهلة للألعاب الأولمبية 2020 | [ 8 ] | 20 مارس – 1 أبريل 2020    | المكسيك              | 2     | TBD                                  |
| الاجمالي                                    |       |                           |                      | 16    |                                      |

- ^1Dates and venues are those of final tournaments (or final round of qualification tournaments), various qualification stages may precede matches at these specific venues.

## بطولة أمم أوروبا تحت 21 سنة 2019

### الفرق المتأهلة
| الفريق   | طريقة التأهل                                                    | تاريخ التأهل   | الظهور         | آخر ظهور               | أفضل أداء سابق                                |
| -------- | --------------------------------------------------------------- | -------------- | -------------- | ---------------------- | --------------------------------------------- |
| إيطاليا  | المضيف                                                          | 9 ديسمبر 2016  | المركز 20      | 2017 (نصف النهائي)     | البطل (1992، 1994، 1996، 2000، 2004)          |
| إسبانيا  | الفائز في المجموعة 2                                            | 6 سبتمبر 2018  | الرابع عشر     | 2017 (المركز الثاني)   | البطل (1986، 1998، 2011، 2013)                |
| فرنسا    | الفائز في المجموعة 9                                            | 7 سبتمبر 2018  | التاسع         | 2006 (نصف النهائي)     | البطل (1988)                                  |
| إنجلترا  | الفائز في المجموعة 4                                            | 11 أكتوبر 2018 | الخامس عشر     | 2017 (نصف النهائي)     | البطل (1982، 1984)                            |
| صربيا    | الفائز في المجموعة 7                                            | 12 أكتوبر 2018 | المركز 11[SRB] | 2017 (مرحلة المجموعات) | البطل (1978 ‏) (as Yugoslavia)[SRB]            |
| ألمانيا  | الفائز في المجموعة 5                                            | 12 أكتوبر 2018 | المركز 12      | 2017 (البطل)           | البطل (2009، 2017)                            |
| كرواتيا  | الفائز في المجموعة 1                                            | 15 أكتوبر 2018 | الثالث         | 2004 (مرحلة المجموعات) | مرحلة المجموعات (2000، 2004)                  |
| الدنمارك | الفائز في المجموعة 3                                            | 16 أكتوبر 2018 | الثامن         | 2017 (مرحلة المجموعات) | نصف النهائي (1992، 2015)                      |
| بلجيكا   | الفائز في المجموعة 6                                            | 16 أكتوبر 2018 | الثالث         | 2007 (نصف النهائي)     | نصف النهائي (2007)                            |
| رومانيا  | الفائز في المجموعة 8                                            | 16 أكتوبر 2018 | الثاني         | 1998 (ربع النهائي)     | ربع النهائي (1998)                            |
| بولندا   | الفائز في التصفيات المؤهلة لبطولة أوروبا للشباب تحت 21 عام 2019 | 20 نوفمبر 2018 | السابع         | 2017 (مرحلة المجموعات) | Quarter-finals (1982، 1984، 1986، 1992، 1994) |
| النمسا   | الفائز في التصفيات المؤهلة لبطولة أوروبا للشباب تحت 21 عام 2019 | 20 نوفمبر 2018 | الأول          | —                      | Debut                                         |

ملاحظة
1. ^ أ ب Appearances include 4 as Yugoslavia and 2 as Serbia and Montenegro. Their previous best performance as Serbia was runners-up (2007).

## كأس الأمم الأفريقية تحت 23 سنة 2019

### الفرق المتأهلة
| الفريق       | الظهور | أفضل أداء سابق                                             |
| ------------ | ------ | ---------------------------------------------------------- |
| مصر (المضيف) | الثالث | المركز الثالث (بطولة أفريقيا تحت 23 سنة لكرة القدم 2011)   |
| الكاميرون    | الأول  | Debut                                                      |
| غانا         | الأول  | Debut                                                      |
| ساحل العاج   | الثاني | مرحلة المجموعات (بطولة أفريقيا تحت 23 سنة لكرة القدم 2011) |
| مالي         | الثاني | مرحلة المجموعات (كأس الأمم الأفريقية تحت 23 سنة 2015)      |
| نيجيريا      | الثالث | البطل (كأس الأمم الأفريقية تحت 23 سنة 2015)                |
| جنوب إفريقيا | الثالث | المركز الثالث (كأس الأمم الأفريقية تحت 23 سنة 2015)        |
| زامبيا       | الثاني | مرحلة المجموعات (كأس الأمم الأفريقية تحت 23 سنة 2015)      |

## بطولة آسيا تحت 23 عاما 2020

### الفرق المتأهلة
| الفريق                   | تأهل بصفته                  | الظهور | أفضل أداء سابق                     |
| ------------------------ | --------------------------- | ------ | ---------------------------------- |
| تايلاند                  | المضيف                      | الثالث | مرحلة المجموعات (2016، 2018)       |
| قطر                      | الفائز في المجموعة A        | الثالث | المركز الثالث (2018)               |
| البحرين                  | الفائز في المجموعة B        | الأول  | Debut                              |
| العراق                   | الفائز في المجموعة C        | الرابع | البطل (2013)                       |
| الإمارات العربية المتحدة | الفائز في المجموعة D        | الثالث | ربع النهائي (2013، 2016)           |
| الأردن                   | الفائز في المجموعة E        | الرابع | المركز الثالث (2013)               |
| أوزبكستان                | الفائز في المجموعة F        | الرابع | البطل (2018)                       |
| كوريا الشمالية           | الفائز في المجموعة G        | الرابع | ربع النهائي (2016)                 |
| كوريا الجنوبية           | الفائز في المجموعة H        | الرابع | المركز الثاني (2016)               |
| اليابان                  | الفائز في المجموعة I        | الرابع | البطل (2016)                       |
| الصين                    | الفائز في المجموعة J        | الرابع | مرحلة المجموعات (2013، 2016، 2018) |
| فيتنام                   | الفائز في المجموعة K        | الثالث | المركز الثاني (2018)               |
| أستراليا                 | المركز الثاني في المجموعة H | الرابع | ربع النهائي (2013)                 |
| إيران                    | المركز الثاني في المجموعة C | الثالث | ربع النهائي (2016)                 |
| سوريا                    | المركز الثاني في المجموعة E | الرابع | ربع النهائي (2013)                 |
| السعودية                 | المركز الثاني في المجموعة D | الرابع | المركز الثاني (2013)               |

ملاحظات:
1. 1 2 3 4  The four تصفيات بطولة آسيا تحت 23 عاما 2020 تأهل إلى final tournament.

## بطولة كونميبول قبل الأولمبية 2020
- الأرجنتين
- بوليفيا
- البرازيل
- تشيلي
- كولومبيا
- الإكوادور
- باراغواي
- بيرو
- الأوروغواي
- فنزويلا

## بطولة كونكاف المؤهلة للألعاب الأولمبية 2020

### الفرق المتأهلة
| الفريق                          | المنطقة                   | الظهور     | أفضل ظهور سابق                                                                     | ظهور سابق في كرة القدم في الألعاب الأولمبية الصيفية |
| ------------------------------- | ------------------------- | ---------- | ---------------------------------------------------------------------------------- | --------------------------------------------------- |
| كندا                            | North America (automatic) | التاسع     | المركز الثاني (1984، 1996)                                                         | 3                                                   |
| المكسيك (hosts & title holders) | North America (automatic) | المركز 12  | الفائز (1964، 1972، 1976، 1996، 2004، مسابقة كونكاكاف الأولمبية للرجال 2012، 2015) | 11                                                  |
| الولايات المتحدة                | North America (automatic) | الحادي عشر | الفائز (1988، 1992)                                                                | 14                                                  |
| كوستاريكا                       | أمريكا الوسطى             | السابع     | الفائز (1980، 1984)                                                                | 3                                                   |
| السلفادور                       | أمريكا الوسطى             | المركز 12  | المركز الثالث (مسابقة كونكاكاف الأولمبية للرجال 2012)                              | 1                                                   |
| هندوراس                         | أمريكا الوسطى             | العاشر     | الفائز في (2000، 2008)                                                             | 4                                                   |
| جمهورية الدومينيكان             | منطقة البحر الكاريبي      | الأول      | Debutant                                                                           | 0                                                   |
| هايتي                           | منطقة البحر الكاريبي      | الثالث     | مرحلة المجموعات (2008، 2015)                                                       | 0                                                   |